# Stripchat
Stripchat este un site web international pentru adulti și o rețea socială care oferă spectacole webcam gratuite live, incluzând adesea nuditate și activitate sexuală, atât în format tradițional, cât și in format realitate virtuală.  Site-ul a fost lansat pentru prima dată în 2016, și de atunci a câștigat numeroase premii, inclusiv "Cam Site of the Year” și "Cam Company of the Year" la XBIZ Europa Awards.
Stripchat și alte site-uri de cam-uri au cunoscut o creștere semnificativă în 2020 datorită Pandemia de COVID-19. Chiar și după ce restricțiile au fost ridicate în majoritatea țărilor, traficul a continuat să crească, atingând un vârf de aproape 120 de milioane în august, în creștere de la aproximativ 60 de milioane în ianuarie, un revers al tiparelor de trafic tradiționale Până în noiembrie 2020, vizitele lunare pe site erau mai mult decât dublu față de ceea ce fuseseră cu un an mai devreme În aceeași perioadă, numărul de modele care apar pe site a crescut cu 300.000. Într-un interviu acordat pentru BBC News, un reprezentant a spus că mulți performeri de filme pentru adulți s-au mutat în online din cauza lipsei de producție pe seturi tradiționale de filme porno, la fel ca și alte tipuri de lucrătoare sexuale și amatori. Stripchat a încercat să compenseze concurența sporită a noilor performeri care vin pe site, oferind jetoane gratuite pentru noii utilizatori.
Mulți dintre noii utilizatori ai site-ului sunt rezultatul schimbării tiparelor de lucru. Conform datelor publicate de companie în iunie 2020, 75% dintre vizitatorii site-ului au venit între orele 10:00 și 18:00.

## Tehnologie
În august 2020, Stripchat a lansat o nouă tehnologie de recunoaștere video AI folosind o rețea neuronală convoluțională despre care pretindea că ar putea identifica și eticheta acte sexuale specifice din videoclipuri transmise în direct cu o precizie de 92%. Compania a numit programul „Anal-ytics”, deoarece a fost folosit pentru prima dată pentru a identifica modelele care se implică în jocul anal.
Stripchat acceptă mai multe forme de criptomonedă, inclusiv Bitcoin, Ethereum, Litecoin și Dogecoin. Potrivit site-ului, achizițiile efectuate cu criptomonede au crescut cu 400% în cursul anului 2020 și, până la începutul anului 2021, 10% dintre modelele de pe platformă solicitau ca plățile lor să fie efectuate în criptomonede.

## Sexuality Resource Center
În februarie 2020, Stripchat a anunțat lansarea unui centru de resurse pentru sexualitate, Sexuality Resource Center care conține videoclipuri cu terapeuți care răspund la întrebări despre sex și probleme legate de relații. Site-ul a început să găzduiască live stream sessions cu terapeuți autorizați de la Sexual Health Alliance în iulie 2019, după ce un studiu a arătat că mulți utilizatori au simțit anxietate cu privire la vizionarea camelor.

## Publicitate pentru întreprinderi mici
În iunie 2020, după oprirea prelungită a multor companii din cauza pandemiei COVID, Stripchat a oferit întreprinderilor mici publicitate gratuită pe platformă.  Compania a cerut întreprinderilor mici să trimită îmbrăcăminte de marcă pentru ca acestea să fie trimise la cele mai populare modele. Companiile care au aplicat și au fost acceptate au fost Ofensive Crayons, un set de materiale de artă "r-rated”; Lagneia, un make-up artist din LA; JPiccari Photo, un fotograf din LA; și RXSleeve, un dispozitiv pentru tratarea disfuncției erectile. Modele , inclusiv Alexa Creed, KirstieVegas, IrisBlues, EvaDiamondXX, Aelis și Anna Harper X, purtau îmbrăcămintea gratuit și un bot a oferit link uri către companie în timpul chatului.